# ميديا كابيتال
ميديا كابيتال (SGPS)، SA ، هي شركة إعلامية برتغالية تأسست عام 1988 (أُطلق عليها في الأصل اسم SOCI - Sociedade de Comunicação Independente ، التي أسسها Luís Nobre Guedes) ، ومقرها أويراس ، لشبونة. ميديا كابيتال هي مجموعة إعلامية رئيسية في البرتغال ، وهي واحدة من أكبر المؤسسات الإعلامية في أوروبا. توزع ميديا كابيتال إصدارات الفيديو المنزلي توينتيث سينشوري فوكس ومترو غولدوين ماير في السوق البرتغالية تحت علامة كاستيللو لوبز. من 2005 إلى 2020 ، كانت بريزا المالك الرئيسي لشركة ميديا كابيتال.

## وصلات خارجية
- موقع شركة ميديا كابيتال